# Abyssamina
Abyssamina es un género de foraminífero bentónico de la subfamilia Pallaimorphininae, de la familia Chilostomellidae, de la superfamilia Chilostomelloidea, del suborden Rotaliina y del orden Rotaliida. Su especie tipo es Abyssamina quadrata. Su rango cronoestratigráfico abarca desde el Thanetiense (Paleoceno superior) hasta el Aquitaniense (Mioceno inferior).

## Clasificación
Abyssamina incluye a las siguientes especies:
- Abyssamina incisa †
- Abyssamina poagi †
- Abyssamina quadrata †